# بده اونو بیرون
"بده اونو بیرون"(به انگلیسی: Bleed it Out) یک ترانه از گروه راک آمریکایی لینکین پارک است. این ترانه به عنوان دومین تک‌آهنگ آلبوم دقایقی تا نیمه‌شب در ۱۴ اوت ۲۰۰۷ منتشر شد. این ترانه رتبه ی ۴۴# لیست '۱۰۰ ترانه ی برتر سال ۲۰۰۷' رولینگ استون و رتبه ی #۸۳ لیست ' ۱۰۰ برتر ام تی وی آسیا سال ۲۰۰۷' شد.
"بده اونو بیرون" در لیست ترانه‌های اصلی بازی 'گیتار هیرو : جنگاوران راک' قرار دارد.

## اطلاعات پس زمینه
"بده اونو بیرون" اولین قطعه از دو قطعه ی آلبوم است که با رپ وکال مایک شینودا همراه است. قطعه ی دیگر "Hands Held High" نام دارد. همچنین در کنار "Given UP" و "Hands Held High" سه ترانه ی این آلبوم است که حاوی ناسزا می‌باشد.
مایک شینودا درباره ی اشعار این ترانه اظهار داشت که کامل شدن آن‌ها بسیار سخت بود، بنابراین او ۱۰۰ بار نوشت (با توجه به جمله ی اول متن ترانه : "Here we go for the hundredth time") تا زمانی که گروه با اجرای این متن موافقت کرد.
این ترانه کوتاه‌ترین قطعه بعد از مقدمه ی بی کلام "Wake" در آلبوم است. با وجود این، در اجرای زنده ی این ترانه با تک نوازی درام راب بوردون و نیز گاهی وکال اضافهٔ مایک شینودا و چستر بنینگتون همراه است.
لینکین پارک این ترانه را در "مراسم جوایز ویدئوهای ام تی وی ۲۰۰۷" به همراه "Timbaland" اجرا کرد.
"بده اونو بیرون" معمولاً در کنسرت‌های لینکین پارک به عنوان آخرین ترانه اجرا می‌شود. در تور جهانی یک هزار خورشید، قطعاتی از "Burning in the Skies" و "A Place for My Head" جایگزین تک نوازی درام راب بوردون شد.

## موزیک ویدئو
ویدئو برای اولین بار در "ام تی وی آلمان" در ۳۱ ژوئیه ۲۰۰۷ و پس از آن در ۶ اوت ۲۰۰۷ در کانال‌های مختلف امریکا نمایش پیدا کرد.
ویدئو به کارگردانی جو هان یک بار را نشان می دهد که مردم آنجا در حال زد و خورد با هم هستند. برای این ویدئو از پرده ی سبز استفاده شده، در حالیکه گروه به‌طور عادی و منظم در حال اجرای ترانه هستند اما درگیری‌ها و مبارزات مردم به صورت معکوس رخ می‌دهد.
قطعه‌ای که دو ترانه ی "بده اونو بیرون" و باقی‌مانده را کنار بگذار را به هم متصل می‌کند (در پایان باقی‌مانده را کنار بگذار صدای گام‌ها و باز شدن در) در هر دو موزیک ویدئو حذف شده‌است.
ناسزاهای این ویدئو برای بعضی از رسانه‌ها همچون "MTV" و "VH1" سانسور شده‌است.

## جوایز
این ویدئو توانست جایزه ی "بهترین ویدئوی گروه بین‌المللی" را از "2008 MuchMusic Video Awards" دریافت کند.

## رتبه در جدول
| جدول ۲۰۰۷                                | رتبه در جدول |
| ---------------------------------------- | ------------ |
| جدول تک‌آهنگ‌های استرالیا                  | 24           |
| ۱۰۰ برتر کانادا                          | 22           |
| ۴۰ برتر چک                               | 5            |
| ۱۰۰ برتر تک‌آهنگ‌های اروپا                 | 45           |
| تک آهنگ‌های برتر آلمان                    | 40           |
| تک‌آهنگ‌های نیوزیلند                       | 7            |
| تک‌آهنگ‌های سوئد                           | 14           |
| تک‌آهنگ‌های انگلستان                       | 29           |
| جدول راک انگلستان                        | 1            |
| بیلبورد ۱۰۰ برتر آمریکا                  | 52           |
| بیلبورد آمریکا: هات‌ترین آهنگ‌های دیجیتال  | 29           |
| بیلبورد آمریکا: پاپ ۱۰۰                  | 54           |
| بیلبورد آمریکا: برترین آهنگ‌های جریانی    | 40           |
| بیلبورد آمریکا: هات‌ترین آهنگ‌های راک مدرن | 2            |